# アグニ

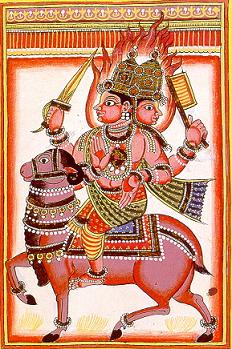
アグニ神。18世紀細密画より

アグニ（梵: अग्नि [agni]）は、インド神話の火神。

## 解説
赤色の体に炎の衣を纏い、二面二臂で七枚の舌を持つ姿で描かれることが多い。ディヤウスとプリティヴィーの息子とする説もあるが、ブラフマーの創造した蓮華から誕生したとする説や、太陽または石から生まれたとする説もある。また、誕生後すぐに両親を食い殺したともいわれる。妻はスヴァーハーで、一説によるとスカンダも彼の息子であるという。アーリア人の拝火信仰を起源とする古い神だと考えられ、イラン神話のアータルと起源を同じくする。火のあらゆる属性の神格化であるが、特に儀式における祭火として重視される。供物は祭火たるアグニに投じられて煙となり天に届けられ、神々はアグニによって祭場へ召喚される。すなわち彼は地上の人間と天上の神との仲介者であり（これはブードゥー教のレグバ〈Legba〉と似る）、『リグ・ヴェーダ』においては最初に名前が呼ばれており、冒頭で讃歌が捧げられ、インドラに次いで多くの讃歌が捧げられるなど極めて重視される。
また彼は天上にあっては太陽、中空にあっては稲妻、地にあっては祭火など、世界に遍在する。家の火・森の火、また心中の怒りの炎・思想の火・霊感の火としても存在すると考えられた。また人間や動物の体内にあっては食物の消化作用として存在し、栄養を全身に行き渡らせて健康をもたらし、ひいては子孫繁栄や財産（家畜）の増大などももたらすとされた。
後にはローカパーラ（lokapāla〈世界の守護神〉）八神の一柱として、東南の方角を守護するとされた。だが、後期になると影が薄くなり、叙情詩『ラーマーヤナ』においてラーヴァナによって尻尾に火を付けられたハヌマーンの治療をした程度である。仏教では火天（かてん）と呼ばれる。
ヒッタイト文書に見られる神格アクニ（Akni）はアグニからの借用だとする説もある（Johann Tischler, Hethitisches Etymologisches Glossar, Lieferung 1, Innsbruck: 1977）。

## 言語学
サンスクリットの agní- はインド・ヨーロッパ祖語 *h₁ngʷ-ni- から派生したものと考えられ〈アグニ〉のほか〈火〉も表し、これと同源の語にはロシア語 огонь (ogon')〈火〉(< スラヴ祖語 *ògņь) やラテン語 ignis〈火〉などがあり、後者は動詞 ignīre の過去分詞 ignītus を経て英語 ignite〈火をつける〉の語源ともなった。